# Worranit Thawornwong
Worranit Thawornwong (วรนิษฐ์ ถาวรวงศ์), nota anche con lo pseudonimo di Mook (มุก) (9 ottobre 1996), è un'attrice televisiva e cantante thailandese, conosciuta in particolare per il ruolo di Snow in Room Alone. È sorella dell'attore Jirakit Thawornwong.

## Filmografia

### Televisione
- Rak jing ping ker - serie TV (2014)
- Room Alone - serie TV, 25 episodi (2014-2016)
- Ugly Duckling - Luk pet khire - serie TV, 15 episodi (2015)
- Kiss: The Series - Rak tong chup - serie TV, 16 episodi (2016)
- Little Big Dream - Khwam fan an sungsut - film TV (2016)
- U-Prince Series - serie TV, 5 episodi (2017)
- My Dear Loser - Rak mai aothan - serie TV, 10 episodi (2017)
- Kiss Me Again - Chup hai dai tha nai nae ching - serie TV (2018)
- Mint to Be - Nai nanlae... khu thae khong chan - serie TV, 10 episodi (2018)
- Love at First Hate - Man rai khu mai rak - serie TV, in produzione (2018)
- Mianoi - serie TV, in produzione (2019)
- Plarasongkruang - serie TV, in produzione (2019)
- Angel Beside Me - serie TV, in produzione (2020)
- Girl Next Room - serie TV, in produzione (2020)
- Bansaosoad - serie TV, in produzione (2020)
- Ohmyboss - serie TV, in produzione (2021)
- Myqueen - serie TV, in produzione (2021)

## Discografia

### Singoli
- 2015 - Mah tun welah por dee
- 2015 - Kon jao choo (Bee dup bee doo)
- 2016 - Poot wah rak nai jai
- 2016 - Mai tummadah
- 2018 - Yung sagot nandito sa puso (Cover Version)
- 2018 - Ying padtisayt ying rak ter